# Американо-тайваньские отношения
Американо-тайваньские отношения — двусторонние неофициальные отношения между США и Тайванем, существующие с 1979 года. Тайвань превратился в крупного покупателя американского вооружения. По данным на 2020 год тайваньский экспорт в США составил 46,03 млрд долларов, а американские поставки на Тайвань составили 29,64 млрд долларов.

## История
После окончания гражданской войны в Китае США стали последовательным союзником тайваньского правительства. В декабре 1954 года между США и Тайванем был подписан договор о взаимной обороне, который дал США право размещения войск на Тайване и на Пескадорских островах. В январе 1955 года Конгресс США принял декларацию, которая дала президенту право применить вооружённые силы для защиты Тайваня. В 1979 году дипломатические отношения между США и Тайванем были прекращены, договор 1955 года был аннулирован, а Д. Картер объявил о выводе с Тайваня американского военного контингента. В 1979 году в США был принят закон об отношениях с Тайванем, который предусматривал, что отношения США и Тайваня должны были осуществляться через зарегистрированный в Вашингтоне Американский институт Тайваня. Продолжили действовать ранее заключённые между США и Тайванем соглашения. США отказались гарантировать защиту Тайваня от Китая.
В 1995 году президент Тайваня Ли Дэнхуэй посетил США.
В марте 2018 года в США был принят закон, который разрешил официальные поездки американских чиновников высшего ранга на Тайвань и официальные поездки тайваньских чиновников высшего ранга в США.

## Экономические отношения
По данным на 2020 год тайваньский экспорт в США составил 46,03 млрд долларов, а американский экспорт на Тайвань составил 29,64 млрд долларов.

## Военное сотрудничество
Тайвань стал крупным покупателем американской военной техники и американского вооружения. Так, в июне 2017 года США продали Тайваню вооружения на сумму в 1,42 млрд долларов.
Около 17 военнослужащих ВС Тайваня совместно с военнослужащими ВС Эстонии и Румынии завершили курсы обучения применению РСЗО HIMARS, которые проводились на территории военной базы Форт-Силл (шт. Оклахома, США). Отмечается, что в период с 2025 по 2026 год Тайбэй получит от США в общей сложности 29 указанных реактивных систем.

## Примечание
1. 1 2  Варивончик И. В. Тайвань в американо-китайских отношениях: история и современность // Весці БДПУ. Серыя 2. Гісторыя. Філасофія. Паліталогія. Сацыялогія. Эканоміка. Культуралогія. — 2021. — № 2 (108). — С. 57.
2. 1 2 3 4  Варивончик И. В. Тайвань в американо-китайских отношениях: история и современность // Весці БДПУ. Серыя 2. Гісторыя. Філасофія. Паліталогія. Сацыялогія. Эканоміка. Культуралогія. — 2021. — № 2 (108). — С. 58.
3. ↑  Варивончик И. В. Тайвань в американо-китайских отношениях: история и современность // Весці БДПУ. Серыя 2. Гісторыя. Філасофія. Паліталогія. Сацыялогія. Эканоміка. Культуралогія. — 2021. — № 2 (108). — С. 59.
4. ↑  Волошина А. В. Тайваньский вопрос в современных отношениях Китая и США // Восточная Азия: прошлое, настоящее, будущее. Материалы 7-й международной конференции молодых востоковедов. — М.: ИДВ РАН, 2020. — С. 30.
5. ↑  Гарусова Л. Н., Мавляшина К. М., Юрченко Е. С. Внешнеэкономическая стратегия Тайваня в контексте взаимоотношений с КНР и США // Труды института истории, археологии и этнографии ДВО РАН. — 2021. — Т. 34. — С. 141.
6. ↑  Халиман М. Р., Мельникова М. М. Военно-экономические связи США с Тайванем в контексте внешней политики относительно Китая // Глобальный научный потенциал. — 2021. — № 12 (129). — С. 394.